# Жінка (оповідання)
«Жінка» (рос. Жена) — оповідання А. П. Чехова, вперше опубліковане у 1892 році.

## Сюжет
Оповідання написане від першої особи, має сім частин. Протагоніст оповідання мешкає у власному заміському будинку з другою дружиною Наталією Гаврилівною. Нещодавно Павло Андрійович пішов у відставку. В даний час він пише книгу про історію російських залізниць. З дружиною у головного героя складні стосунки, вони лише живуть в одному будинку, інколи зустрічаються у вестибюлі. Наталія Гаврилівна і її рідня живуть за рахунок Павла Андрійовича.
Час, описаний в оповіданні — 1892 рік. У Росії неврожай, селяни ослаблі від голоду, хворіють і вмирають. Наталія щосили намагається організувати допомогу голодуючим. Обговорюється питання, як краще організувати розподіл допомоги нужденним. В будинку оповідача кипить робота, яку лікар Соболь називає «благодійною оргією».

## Історія публікації
Оповідання А. П. Чехова «Жінка» написане і надруковане в журналі «Північний вісник» у 1892 році (№ 1, за підписом Антон Чехов). У 1893 році друкувалося в серії «Для інтелігентних читачів», увійшло до видання А. Ф. Маркса. Для зібрання творів оповідання було перероблено.
Оповідання пов'язане з подіями голодного 1891 року. Через неврожай були охоплені голодом центральні та поволзькі губернії Російської імперії. Їм на допомогу спрямована громадська діяльність Чехова. Письменник взяв участь в організації збірника «Допомога голодуючим», допомагав у зборі коштів, закупівлі худоби, відвідував голодуючі губернії.
За життя Чехова оповідання «Жінка» перекладено болгарською, німецькою, сербськохорватською і шведською мовами.

## Критика
До теперішнього часу дійшли позитивні відгуки перших читачів. Чертков писав у листі до Горбунова-Посадова, що він отримує «з різних сторін відгуки про те, що з усіх оповідань нашої першої серії "Жінка" подобається найбільше».
Критика в цілому оцінила оповідання негативно. Ю. Ніколаєв відніс розповідь до групи "химерних, вигаданих, неживих речей Чехова, написаних після «Степу». Критик «Русских ведомостей» зазначав, що «сама по собі прекрасна мета з першого разу не вдалася авторові»: «Але це тільки початок: воно [оповідання], незважаючи на невдачу, нерозлучну з будь-яким початком, заслуговує всіляких привітань».
Негативно оцінювалося критикою зображене повітове товариство, що займається разом з Наталею Гаврилівною збором коштів для голодуючих. На думку Ю. Ніколаєва, «інтелігенція», зображувана Чеховим, нічим не відрізняється від суспільства, описаного Гоголем в «Мертвих душах». Цю думку поділяли також М. Протопопов і М. Южний.